# Hed Santos Borges
Hed Santos Borges (Soledade, c. 1917 — Porto Alegre, 18 de maio de 2009) foi um político brasileiro.
Morou em Santo Ângelo, onde iniciou sua trajetória política como vereador e presidente da Câmara Municipal, atuou como advogado, promotor e delegado de polícia.
Foi eleito, em 3 de outubro de 1963, deputado estadual, pelo PSD, para a 41ª Legislatura da Assembleia Legislativa do Rio Grande do Sul, de 1963 a 1967.